# Rhipidia (Rhipidia) breviramosa
Rhipidia (Rhipidia) breviramosa is een tweevleugelige uit de familie steltmuggen (Limoniidae). De soort komt voor in het Neotropisch gebied.